# 福田貴訓
福田 貴訓（ふくた たかのり、1月19日 - ）は、日本のソングライター、編曲家、ベーシスト。鳥取県鳥取市出身。ONE5所属。
“ふくだ”ではなく“ふくた”。愛称はタカボー。

## 概要
2000年よりサポートベーシストとして活動を始める。2003年よりロックバンド「camino」に参加。2008年、avexよりメジャー・デビュー。2011年11月、活動休止。2012年より作家活動を開始。現在にいたるまでAKB48グループ、坂道シリーズの楽曲を数多く手掛けている。

## 提供作品
伊藤健太郎
- 「無限の大樹」（作曲・編曲・ベース）

AKB48グループ
- AKB48
  - 「ハステとワステ」（作曲）
  - 「見えない空はいつでも青い」（作曲）
  - 「Stoicな美学」（作曲）
  - 「ぽんこつブルース」（作曲・共編曲）（立山秋航と共作）
  - 「動機」（作曲）
  - 「君にウェディングドレスを…」（作曲）
- SKE48
  - 「あうんのキス」（作曲）
  - 「Memories ～いつの日か会えるまで～」（作曲・編曲・ベース）
- 「オレンジのバス」（作曲・編曲・ベース）
- NMB48
  - 「ロマンティックなサヨナラ」（作曲・編曲・ベース）
  - 「涯」（作曲）
- HKT48
  - 「波音のオルゴール」（作曲）
  - 「恋するRibbon!」（共作詞・共作曲・共編曲）（作詞は田中菜津美・外山大輔と、作曲は坂本愛玲菜・外山と、編曲は外山と共作）
- 岩佐美咲
  - 「ごめんね東京」（作曲）
  - 「鯖街道」（作曲）
- 渡辺麻友
  - 「2人の夜明け」（作曲）
  - 「制服アイデンティティー」（作曲）
- 指原莉乃 with アンリレ
  - 「ソフトクリーム・キス」（作曲）
- 渡辺美優紀
  - 「やさしくするよりキスをして」（作曲）
- kissの天ぷら
  - 「僕たちの地球」（作曲）

QBS
- 「風のように」（作詞・作曲）

坂道シリーズ
- 乃木坂46
  - 「熱狂の捌け口」（作曲）
- 櫻坂46
  - 「行かないで」（作曲）
- 日向坂46
  - 「永遠のソフィア」（作曲）

Thinking Dogs
- 「もしも　あなたが…」（作曲）

長妻樹里
- 「嫌いになれるかな」（共作詞・作曲）

伴都美子
- 「carry out」（作曲）

FYT
- 「イケナイコトカナ」（作曲）

FENCE OF DEFENSE
- 「DEEP BLUE EYES "2007"ver.」（リアレンジ）

宮野真守
- 「Rain」（共作詞・ベース）

愛乙女☆DOLL
- 「恋のレインボー」（作詞・作曲・編曲）
- 「Believe in my heart～大切なもの～」（作詞・作曲・編曲）
- 「セピア色は永遠に」（作詞・作曲・編曲）
- 「愛情イマジネイション」（作詞・作曲・編曲）
- 「ここにいるよ」（作詞・作曲・編曲）

## 演奏
※いずれもベース
仮面ライダー555
- 「Double Standard」

プルタブと缶
- 「Wonderful Days」
- 「メラメラ」

跡部景吾（諏訪部順一）
- 「Wild Soul」
- 「KING'S GAMBIT」

木更津キャッツアイ feat. MCU
- 「シーサイド・ばいばい」

MCU
- 「Hey Johnny」

alan
- 「かごめ」

KOR=GIRL
- 「NANBA」
- 「TENJIN」

Aira Mitsuki
- 「smile」

葵 & 涼平 incl. アヤビエメガマソ
- 「モノクローム」
- 「ポピュラーノートアジテイション」
- 「南極」
- 「景(Instrumental)」